# Eugene J. Martin
Eugene J. Martin (ur. 24 lipca 1938 w Waszyngtonie, zm. 1 stycznia 2005 w Lafayette w stanie Luizjana) – amerykański malarz.